# Albret Skeel (rigsadmiral)
 For alternative betydninger, se Albret Skeel. (Se også artikler, som begynder med Albret Skeel)
Albret Skeel (Født 23. November 1572 på Fussingø, død 9. April 1639 på Riberhus) var en dansk admiral og statsmand.

## Liv
Albret var medlem af den danske adelsfamilie Skeel .  Han var søn af Christian Skeel (1543–1595) og Margrethe Ottesdatter, født Brahe (1551–1614). Han blev gift med Berte Nielsdatter Friis af Hesselager (1583–1652) i 1601. Ægteskabet havde otte børn.

### Karriere
Skeel begyndte sin uddannelse i Viborg i en alder af 9 år . I 1586 begyndte han sin dannelsesrejse med stop ved universitetet i Strasbourg (1586-1587), universitetet i Padua (1590), universitetet i Siena og endeligt to år i Frankrig.
Efter sin tilbagevenden til Danmark blev Skeel i 1594 hofmester for Christian IV og fulgte ham til kurfyrsten i Brandenburg i 1597 på hans frieri. Derefter fulgte han fra 1597 til 1598 hertug Ulrich som domstolsmester til Frankrig, England og Skotland . Ved den lejlighed tilmeldte han sig universitetet i Orléans. I 1599 sejlede han som kaptajn med kongen til Nordkap og i 1600 som underadmiral på den afbrudte rejse til Akershus. Tilbage i Danmark var han retssekretær indtil 1601.
Han var kommandør på Riberhus fra 1601 til 1627 og igen fra 1629 til 1639. I 1603 fulgte han kongen til Hamborg, og under dennes rejse til England i 1606 var han hans marskal . Som Ritmester førte i 1609 han Ribes våben. Han udmærkede sig i Kalmarkrigen i 1611, tog del i den succesfulde storm på Älvsborg og blev i 1614 krigskommissær. I anerkendelse af sine tjenester i krigen blev han i 1616 ridder og rigsadmiral. I konflikterne i 1620'erne mellem kongen og rigsrådet, især for at kompensere for tabet af territorium til Sverige i Slesvig - Holsten, fungerede han i sin admiralsfunktion som en succesrig mægler. Han blev betroet diplomatiske missioner til Gottorp i 1618 og til Bremen i 1620. I 1620 førte han den danske flåde i Nordsøen som en magtdemonstration mod Holland, men efter uenighed med kongen i 1623 overgav han sit højeste embede til Claus Daa. Som dansk forhandler var han en af arkitekterne af den meget roste Lübeck-fred .

### Godsejer
Skeel trak sig tilbage til sine godser og investerede sin fortjeneste der ved salg af korn og skovhugst. Som reder og grossist deltog han aktivt i salt og udenrigshandel og deponerede i 1625 20.000 rigsdaler hos Ostindisk Kompagni . Skeel besad de danske godser Holbækgaard (fra 1613), Fussingø (fra 1617), Katholm (fra 1616 til 1630), Hessel (fra 1623), Lergrav (fra 1638) og Hegnet (fra 1639). Han blev begravet i Ribe Domkirke 16. maj 1639.